# Anelaphus eximium
Anelaphus eximium är en skalbaggsart som först beskrevs av Bates 1885.  Anelaphus eximium ingår i släktet Anelaphus och familjen långhorningar.
Artens utbredningsområde är Honduras. Inga underarter finns listade i Catalogue of Life.